# Fuglafjørður (fjord)
Fuglafjørður (dansk: Fuglefjord) er navnet på den indre del af bugten Pollurin på østsiden af Eysturoy på Færøerne.
Fjorden strækker sig omkring 1,5 kilometer nordvestover fra bygden Fuglafjørður i bunden frem mod udløbet på østsiden af bugten. Der går en hovedvej langs vestsiden.
62°13′37″N 6°47′14″V / 62.227033°N 6.787308°V